# Gran (jednostka)
Gran (ang. grain; symbol: gr) – jednostka masy zwana także ziarnem, obecnie stosowana w krajach anglosaskich.
Współczesne przeliczniki:
1 gran = 1/7000 funta lb = 0,064 798 91 g = 0,000 064 798 91 kg
1 kilogram (kg) = ~ 15 432,358 352 941 43 granów (gr)
1 gram (g) = ~ 15,432 358 352 941 43 granów (gr)
Dawniej jednostka masy stosowana w wielu krajach, także i w Polsce w XVI–XVIII w.
1 gran = 1/288 grzywny = 0,835 g = 0,000 835 kg
1 kilogram (kg) = ~ 1 197,604 790 419 granów (gr)
1 gram (g) = ~ 1,197 604 790 419 granów (gr)